# Cristina, regina di Svezia

Drottning Kristina.

Cristina, regina di Svezia (Kristina, drottning av Sverige) är en opera i tre akter med musik av Jacopo Foroni. Det italienska librettot av Giovanni Carlo Casanova bygger löst på händelserna kring drottning Kristinas abdikation 1654. Operan hade premiär den 22 maj 1849 på Mindre teatern i Stockholm.

## Bakgrund

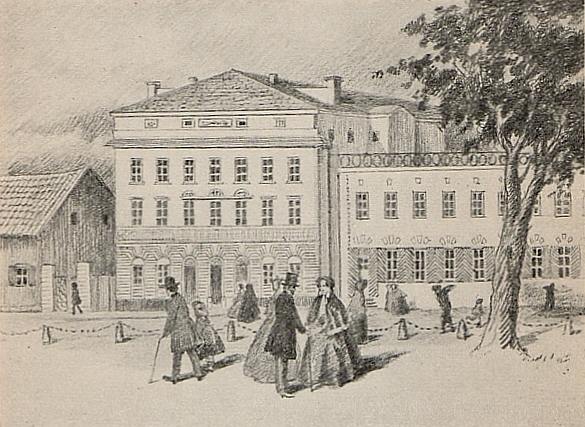
Mindre teatern i Stockholm där Cristina, regina di Svezia hade premiär 1849.

Cristina, regina di Svezia var Jacopo Foronis andra opera. Hans första, Margherita, hade haft premiär i Milano 1848. Men Foronis deltagande i upproret De fem dagarna i Milano fick honom att fly staden och lämna Italien. Han blev dirigent för Vincenzo Gallis italienska operasällskap, som efter en tvåårig turné i Skandinavien nådde Sverige. Hösten 1848 spelade truppen på Mindre teatern i Stockholm. Deras föreställningar där blev så framgångsrika att Kungliga Operan försåg dem med en egen scen från oktober 1848 till april 1849. På grund av olika konflikter måste dock detta samarbete avslutas igen i januari 1849, och truppen återvände till Mindre teatern. Eftersom även dirigenten Paolo Sperati lämnade ensemblen anlitade Galli Foroni som ersättare.
Foroni komponerade Cristina i syfte att göra sig ett namn hos den svenska publiken. Librettisten Giovanni Carlo Casanova var även bassångare i Gallis operasällskap. Operan hade premiär på Mindre teatern den 22 maj 1848 och tillägnades kung Oscar I av Sverige, som själv var musikaliskt utbildad. Operalibrettot tillägnades kungens mor, drottning Desideria. Hans Christian Andersen närvarade vid premiären och skrev entusiastiskt om operan i sina memoarer. Succén ledde till att Foroni tilldelades Vasaorden och utnämndes till ledare för Kungliga hovkapellet senare samma år.
Hösten 1859 fick operan sin italienska premiär när Foroni själv dirigerade dess uppförande på Teatro Lirico Giuseppe Verdi i Trieste. Foroni reviderade operan för denna produktion genom att lägga till några scener, förkorta andra passager och orkestrera om musiken. Även om recensionerna var positiva även här, kom verket aldrig in på repertoaren. Under de följande åtta åren fortsatte han sin position i Hovkapellet och komponerade musik till kungliga tillfällen och konserter. Foroni skrev endast två operor till före sin död i kolera vid 33 års ålder 1858. Även om ouvertyren till Cristina framfördes emellanåt under 1800-talet, så föll både kompositör och verk snart i glömska.
2007 framförde Vadstena-Akademien operan i en kritisk utgåva gjord av Anders Wiklund och 2010 spelades den för första gången in på CD av Göteborgsoperan under ledning av Tobias Ringborg. Den framfördes åter på Wexford Festival Opera i oktober och november 2013 med Helena Dix i titelrollen. Uppsättningen i Wexford gjorde en uppdatering av operan och överflyttade händelserna till 1930-talet och drog explicita paralleller till kung Edward VIII:s abdikation 1936. Englandspremiären ägde rum konsertant den 8 november 2014 av Chelsea Opera Group i Londons Cadogan Hall.

### Musiken
Foronis musik präglas av en melodisk uppfinningsrikedom, som påminner om Giuseppe Verdi. Instrumenteringen går utöver den i samtida italienska operor och visar influenser från den centraleuropeiska stilen i detaljnivån och den mer frekventa användningen av kontrapunkt.
Ouvertyren innehåller en förfinad version av "Näckens polska" – ett stycke som allmänt förknippades med Sverige och Skandinavien i Europa på 1800-talet och som ofta användes musikaliskt.
Trieste-versionen skiljer sig på vissa punkter från originalversionen. Concertatoen i första akten (nr 1) är här kortare och har transponerats från D-dur till C-dur. Duetten Maria/Magnus i slutet av första delen har förkortats. Cristina skickar nu plötsligt ut Maria för att tala med Magnus ensam och för att förklara sin kärlek till honom. Till den nya duetten Cristina/Magnus använde Foroni delar av originalmusiken. I början av tredje akten finns ytterligare en reflekterande aria där Gustavo minns sin barndomskärlek till Cristina. Anders Wiklund, redaktör för Critical Edition, sa att dessa tillägg fullständigt störde proportionerna i handlingen.

## Roller

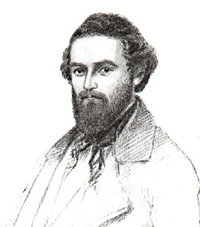
Jacopo Foroni.

| Roller                                                                | Röststämma  | Premiärbesättning 22 maj 1849 (Dirigent: Jacopo Foroni) |
| --------------------------------------------------------------------- | ----------- | ------------------------------------------------------- |
| Cristina, Drottning av Sverige                                        | sopran      | Rosina Penco                                            |
| Gabriele de la Gardie, Cristinas gunstling                            | tenor       | Ettore Caggiati                                         |
| Maria Eufrosina, Cristinas kusin och Gabrieles hemliga älskade        | mezzosopran | Alexandra Deleen                                        |
| Axel Oxenstierna, Rikskansler                                         | bas         | Giovanni Carlo Casanova                                 |
| Erik, Axel Oxenstiernas son                                           | tenor       | Francesco Ciaffei                                       |
| Carlo Gustavo, Cristinas kusin och arvtagare                          | baryton     | Luigi Della Santa                                       |
| Arnold Messenius, Cristinas hemlige fiende                            | bas         | Vincenzo Galli                                          |
| Johan, Messenius son och medkonspiratör                               | tenor       | N. Giuseppini                                           |
| Hovfolk, tjänstemän, soldater, konspiratörer, fiskare, adelsmän, folk |             |                                                         |

## Handling

### Historisk kontext

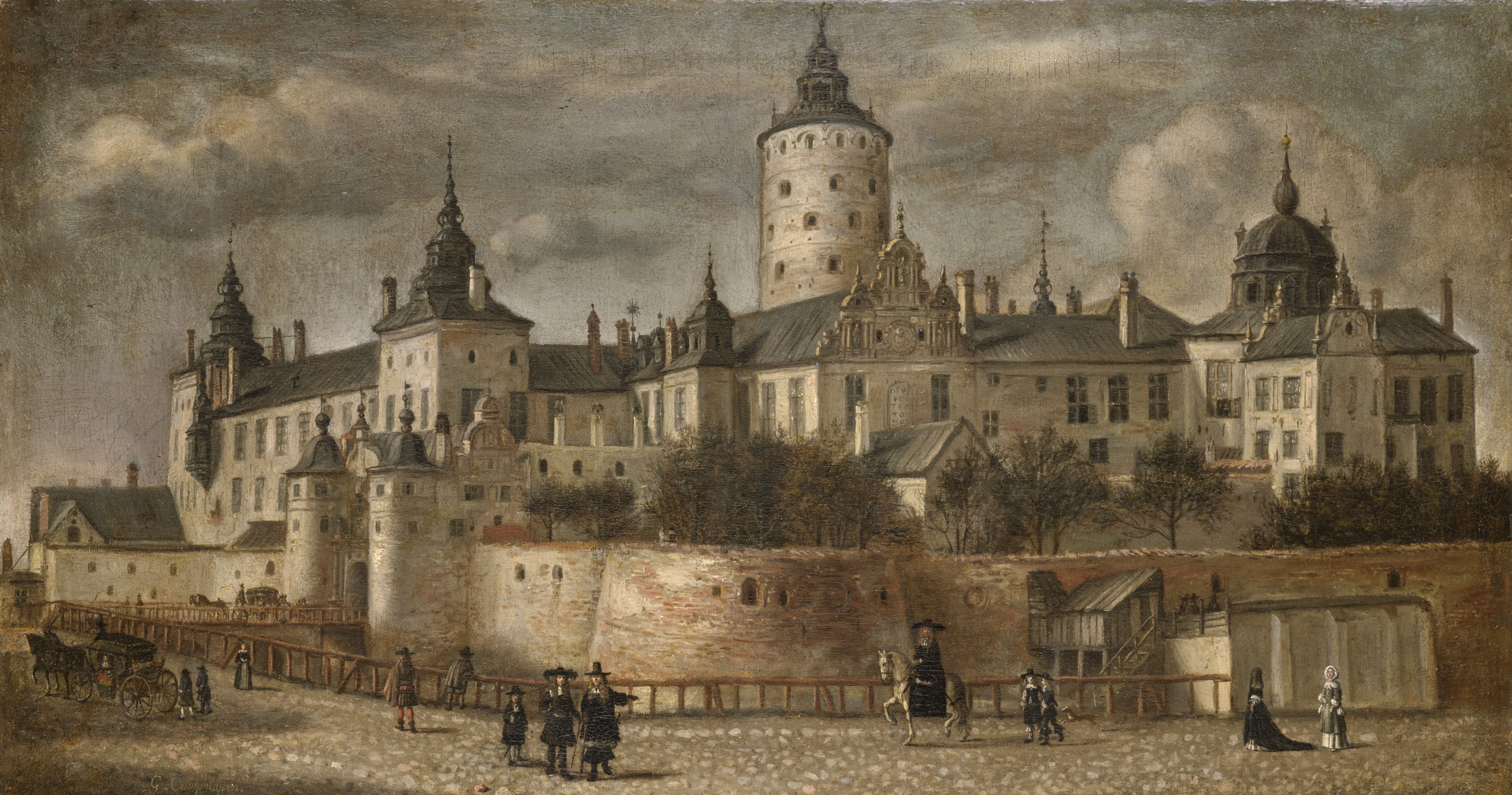
Slottet Tre Kronor där mycket av operans handling äger rum.

Operan utspelas på Slottet Tre Kronor i Stockholm och på en ö i Saltsjön under veckorna som ledde fram till drottning Kristinas abdikation 1654 och som kulminerar med själva abdikationen. Alla centralgestalter är historiska figurer förknippade med drottning Kristina, även om avsevärda friheter har tagits angående tidsaspekten och motstridiga händelser under 1650-talet och sådana som inträffade åratals tidigare. Cristinas obesvarade kärlek till (Magnus Gabriel De la Gardie) och svartsjukan mot hans älskade Maria Eufrosina (Maria Eufrosyne av Pfalz) är centrala delar av operans handling, och hon godkänner deras äktenskap först vid abdikationen. I verkliga livet hade paret gift sig redan 1647. Konspiratörerna Arnold Messenius och hans son Johan avrättades i december 1651, nära tre år före abdikationen.

### Akt 1
Del 1 "Kärlek"
En fest äger rum på ett stort torg nära Slottet Tre Kronor för att fira Axel Oxenstierna och hans son Eriks hemkomst efter de lyckosamma fredsförhandlingarna efter Trettioåriga kriget. Soldater, adelsmän och vanligt folk sjunger en fredshymn. Bland de närvarande finns Gabriele de la Gardie, Cristinas gunstling, som tänker på sin hemliga kärlek till Maria Eufrosina, Cristinas kusin. Erik är också förälskad i Maria och förklarar henne sin kärlek till Marias förtvivlan eftersom hon tänker på sin älskade Gabriele. Deras talande blickar får Cristina att kungöra att Maria skal bli Eriks brud. Gabriele och Maria begråter sin kommande separation.
is also in love with Maria and makes his feelings clear, much to Maria's distress as she in turn reflects on her love for Gabriele. Oblivious to the way the two lovers are looking at each other, Cristina announces that Maria shall become Erik's bride. Gabriele and Maria express despair at their impending separation.

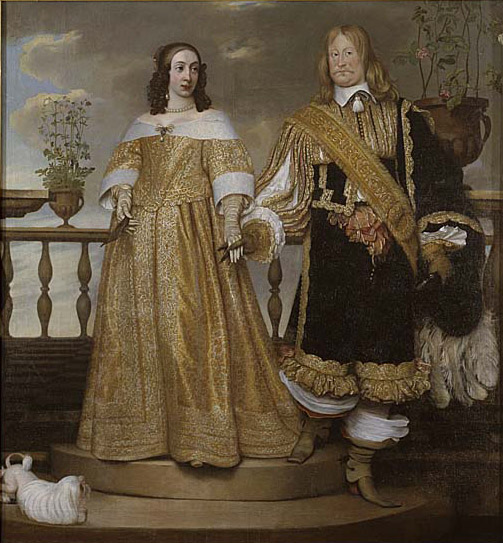
Magnus Gabriel De la Gardie och Maria Eufrosyne av Pfalz på en målning av Hendrik Munnichhoven.

Ensam i sin slottsvåning sjunger Gabriele om sin kärlek till Maria och förlusten av henne. Maria kommer och kastar sig i hans armar. Han ber henne att fly med honom, men hon påminner honom det trohetsbrott de skulle bryta och begråter situationens hopplöshet. Då kommer Cristina in i rummet. Hon frågar varför Maria gråter, men innan hon kan svara ber Cristina henne lämna rummet. Ensam med Gabriele berättar Cristina för honom att hon hoppas de kan gifta sig och styra Sverige tillsammans. Men hon börjar även tvivla på hans känslor för henne. Han försöker försäkra henne om hans känslor för henne.
Del 2 "Bröllopet"
I en av slottets rikt dekorerade salar förbereds bröllopet mellan Maria Eufrosina och Erik. Hovfolket sjunger en paean till Hymenaeus. Gabriele är där liksom Arnold Messenius och hans son Johan, vilka i hemlighet konspirerar för att störta Cristina. Erik och hans far Axel Oxenstjerna väntar vid altaret. Darrande och blek tillkännager Maria att hon inte kan genomföra bröllopet och erkänner att hon älskar en annan. Cristina begär rasande att få veta vem hon menar. Maria faller framför hennes fötter och namnger Gabriele. Cristina förbannar de älskande och svär att de är dömda till att för alltid leva åtskilda och att Gabriele kommer utvisas. Messenius och hans son är nu säkra på att de kan inviga Gabriele i deras konspiration. Cristina lämnar majestätiskt salen åtföljd av den förkrossade Erik och hans far. Maria svimmar i armarna på sina hovdamer. Gabriele försöker kasta sig för hennes fötter men dras iväg av Messenius och Johan.

### Akt 2
Del 3 "Konspirationen"
Månen lyser på en ö i Saltsjön. Slottet Tre Krono kan anas i bakgrunden. Fiskare hörs sjunga. Carlo Gustavo, Cristinas kusin anländer till ön efter att ha hört om planen på att störta henne. Messenius och hans son sammankallar konspiratörerna och ber Carlo att förena sig med dem. Han förfasas över att se Gabriele bland dem och svär för sig själv att avslöja planen och rädda drottningen. Konspiratörerna ger sig av mot Stockholm för att sätta igång planen.     
Part 4 "Disillusion"

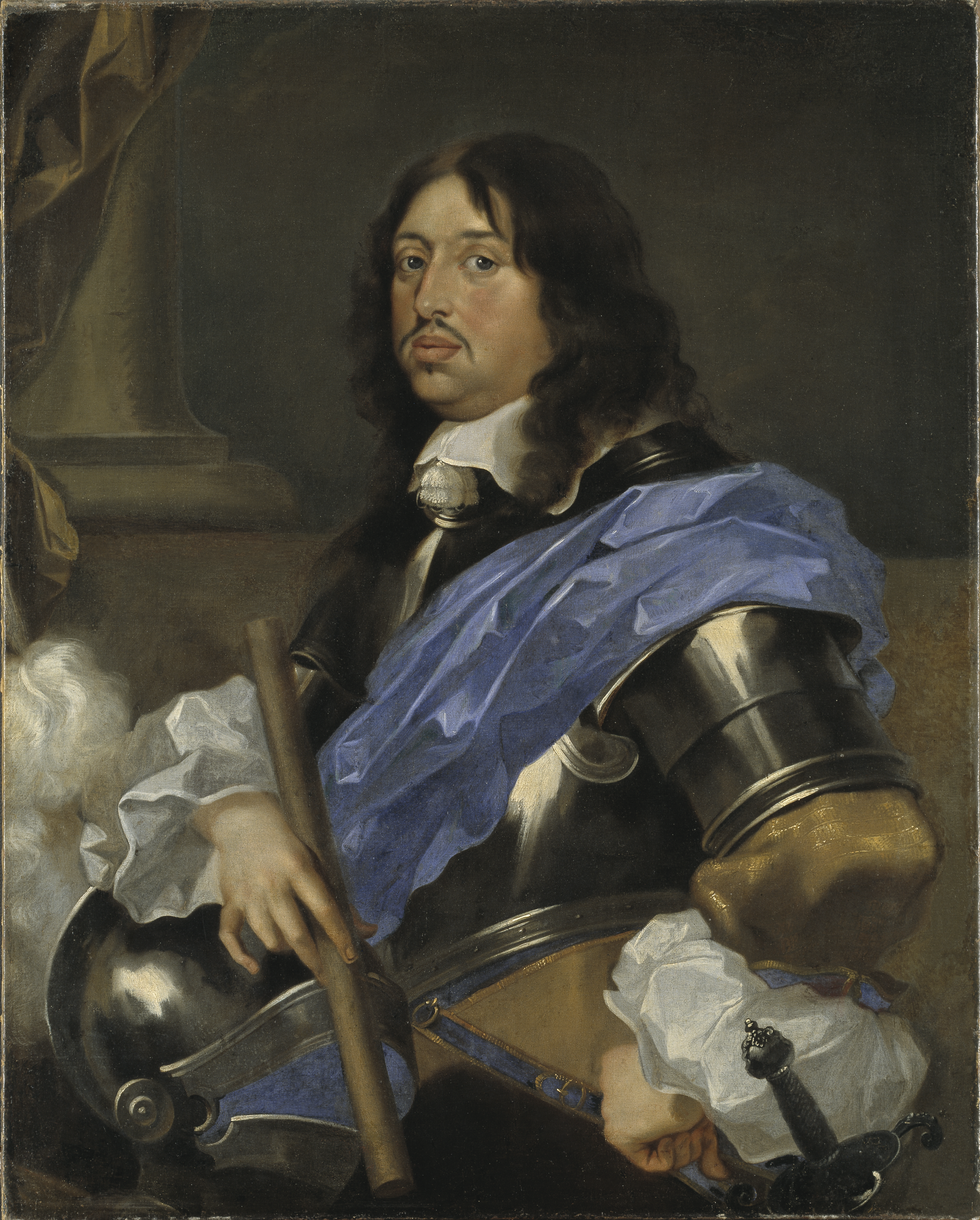
Karl X Gustav, Kristinas kusin och arvtagare.

Ensam i sin våning uttrycker Cristina sin djupa olycka över att hennes svunna kärlek till Gabriele och otacksamheten hos sina undersåtar. Axel Oxenstierna kommer in och ser henne gråta. Han försöker trösta och påminner henne om hennes stora familj. Han uppmuntrar henne att acceptera Carlos kärlek och fortsätta regera med honom. Han berättar också att Erik har givit upp allt hopp om att gifta sig med Maria och klandrar henne inte. Men Cristina blir mer och mer förvirrad då hon ideligen uttrycker en önskan om att avsäga sig tronen. Plötsligt hörs konspiratörernas skott i fjärran.
Medan konspiratörerna närmar sig blir alla hovmän oroade. Carlo Gustavo anländer och berättar för Cristina att han ska skydda henne och kväsa upproret. Gabriele, Messenius, Johan och de andra konspiratörerna förs in i kedjor. När Cristina ser Gabriele anklagar hon honom för förräderi och svär att han ska dö tillsammans med de andra. Förgäves ber Maria drottningen om nåd. Cristina lämnar rummet åtföljda av Axel och Erik Oxenstierna. Carlo Gustavo blir kvar för att trösta Maria.

### Akt 3
Del 5 "Abdikationen"
Ensam kontemplerar Carlo Gustavo framför ett porträtt av Cristina och betänker henne olycka. Han hoppas att den kärlek hon en gång hade för honom ska återvända. En page anländer för att meddela att drottningen väntar honom i gryningen. Cristina sitter vid sitt skrivbord och författar en dikt om sin önskan att ge upp tronen och leva i Italien för resten av livet. Carlo Gustavo kommer in och hon berättar om sina planer på att abdikera till förmån för honom. Han försöker uppmuntra henne och påminner om den kärlek de en gång hade för varandra när de var unga, hans önskan att gifta sig med henne och regera tillsammans. Hon blir berörd men står fast vid sitt beslut och ber honom att följa med henne till Rikssalskammaren.
I stora Rikssalen uttalar Axel Oxenstierna och de andra en dödsdom över de inblandade. När fångarna ska föras ut till avrättning öppnas dörren och Cristina kommer in i full gala. Hon håller Carlo Gustavo och hans syster Maria Eufrosina i var sin hand. Hon förlåter Gabriele och ger sitt tillstånd till deras äktenskap. Därpå tillkännager hon sin abdikation till förmån för Carlo Gustavo, tar kronan från sitt huvud och sätter den på den knäböjande Carlos huvud. Hon önskar honom lång och lyckosam tid på tronen. Ridån faller medan de närvarande svär sin trohet till den nye kungen.

## Musiknummer

### Akt I
Del 1
- N. 1 - Preludium och Fredshymn L'inno levate, o popoli (Coro)
- N. 2 - Scen och Septett Prendi: da me ricevi (Oxenstierna, Cristina, Gabriele, Erik, Maria, Arnold, Johan, Coro)
- N. 3 - Scen och Air Tu che apprendesti all'anima (Gabriele)
- N. 4 - Scen och Duett L'onor tuo fia puro e santo (Gabriele, Maria)
- N. 5 - Scen och Duett C'incontrammo... core a core... (Cristina, Gabriele, Johan)

 Del 2 
- N. 6 - Epithalamium och Final Akt I Voci ascose dell'aure odorate - Onde tal fremito (Cristina, Maria, Oxenstierna, Gabriele, Erik, Arnold, Johan, Coro)

### Akt II
Del 3 
- N. 7 - Romance Voga, voga pescator (Voice)
- N. 8 - Scen och Cavatina Nacqui alla vita e crebbero (Gustavo)
- N. 9 - Scen och Kör av konspiratörer Secreti ravvolti, nell'ombra tacente (Arnold, Coro, Gabriele, Gustavo, Johan)

 Del 4 
- N. 10 - Scen och Final Akt II Altra fiamma dei Wasa più degna (Cristina, Oxenstierna, Coro, Maria, Gustavo, Erik, Johan, Arnold, Gabriele)

### Ack III
Del 5 
- N. 11 - Scen och Air Quando negli anni giovani (Gustavo, Page)
- N. 12 - Scen och Duett Poiché l'avita gloria (Cristina, Gustavo)
- N. 13 - Kör av Domare Nel tempio delle leggi e del rigore (Coro, Gabriele, Arnold, Johan)
- N. 14 - Scen och Final Air Tu che la patria mia (Cristina, Gabriel, Arnold, Johan, Maria, Erik, Gustavo, Coro)

## Orkesterbesättning
Operans orkesteruppsättning inkluderar följande instrument:
- Träblåsinstrument : piccoloflöjt, två flöjter, två oboer, två klarinetter, två fagotter
- Bleckblåsinstrument : fyra valthorn, två trumpeter, tre tromboner, cimbasso
- Timpani, slagverk: bastrumma , cymbaler
- Harpa
- Stråkinstrument : förstavioliner, andravioliner, altvioliner, celli, kontrabasar